# Hausmacht
Il termine Hausmacht (traducibile in potere dinastico) è il termine usato per descrivere tutti i possedimenti territoriali disponibili di una stirpe in una struttura di governo feudale.
L'Hausmacht di una stirpe era particolarmente importante nel Sacro Romano Impero nel tardo medioevo, poiché il potere di una stirpe reale dipendeva dalla sua dimensione nel periodo del Grande Interregno. Molti Landsherren tedeschi cercarono di espandere il loro Hausmacht interno e quindi perseguirono un'intensa Hausmachtpolitik. L'importanza dell'Hausmacht aumentò a causa del maggiore uso dei Reichspfandschaften (pegni imperiali) da parte del regno (soprattutto nel XIV secolo), dal momento che i re, in quel momento, non facevano più affidamento principalmente sul Reichsgut (patrimonio imperiale), ormai in declino, ma sul proprio Hausgut (patrimonio dinastico).

In senso figurato, nella lingua tedesca l'Hausmacht è il potere basato sui sostenitori all'interno di un'organizzazione su cui qualcuno può fare affidamento per raggiungere obiettivi politici o economici.
| Controllo di autorità | GND (DE) 4159262-1 |